# 林来九
詹江（1968年4月29日—），中国前男子游泳运动员。他曾参加1988年夏季奥运会和1992年夏季奥运会游泳比赛，还曾获得1986年亚洲运动会游泳比赛男子100米蝶泳金牌。